# Haliru Alidu
Haliru Alidu (ur. 24 lutego 1984) – togijski piłkarz grający na pozycji pomocnika.

## Kariera klubowa
Karierę piłkarską Alidu rozpoczął w klubie AS Douanes z miasta Lomé. W 2004 roku zadebiutował w jego barwach w pierwszej lidze togijskiej. W 2005 roku wywalczył z Douanes mistrzostwo Togo.

## Kariera reprezentacyjna
W reprezentacji Togo Alidu zadebiutował w 2005 roku. W 2006 roku został powołany do kadry Togo na Puchar Narodów Afryki 2006. Na tym turnieju był rezerwowym i nie rozegrał żadnego spotkania.